# Melamphaes suborbitalis
Espèce
Melamphaes suborbitalis est un poisson bathypélagique vivant dans les eaux saumâtre ou de mer à une profondeur de 500 à 1000 m. Il se rencontre dans le nord de l'Atlantique, dans le sud du Pacifique.